# Andrei Nikolajewitsch Kowalenko
Andrei Nikolajewitsch Kowalenko (russisch Андрей Николаевич Коваленко; * 7. Juni 1970 in Balakowo, Russische SFSR) ist ein ehemaliger russischer Eishockeyspieler.

## Karriere

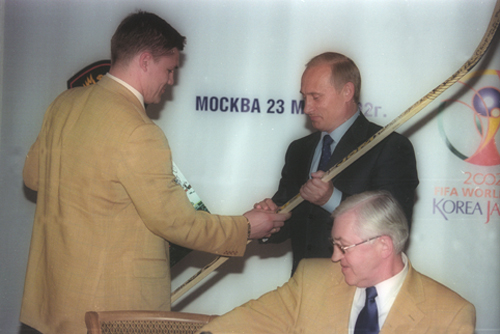
Kowalenko (links) mit Wladimir Putin

Während seiner sowjetischen Zeit spielte er bei Gorki Torpedo und HK ZSKA Moskau. Beim NHL Entry Draft 1990 war er in der 8. Runde an 148. Stelle durch die Quebec Nordiques ausgewählt worden. 1992 wechselte er dann zu den Nordiques in die National Hockey League. Mit dem Team zog er nach Denver, wo das Team als Colorado Avalanche spielte. Um Mike Keane aber vor allem Patrick Roy nach Denver zu holen, würde er mit Martin Ručínský und Jocelyn Thibault an die Montréal Canadiens abgegeben. Weitere Stationen waren die Edmonton Oilers, Philadelphia Flyers, Carolina Hurricanes und Boston Bruins. Zur Saison 2001/02 wechselte er wieder nach Russland und spielte für Lokomotive Jaroslawl, 2004/05 wechselte er zum HK Awangard Omsk, doch zur Saison 2005/06 zog er weiter zu Sewerstal Tscherepowez.
Bereits am 13. Mai 1990 wurde er in das Team der sowjetischen Eishockeynationalmannschaft berufen. Nach dem Zerfall der Sowjetunion war er zuerst Mitglied des Vereinten Teams und danach der russischen Eishockeynationalmannschaft. Seine internationale Karriere wurde mit der Goldmedaille bei den Olympischen Winterspielen 1992 und Silbermedaille 1998 gekrönt. 1992 wurde er in die „Russische Hockey Hall of Fame“ aufgenommen.